# Champneuville
Champneuville é uma comuna francesa na região administrativa de Grande Leste, no departamento de Meuse. Estende-se por uma área de 11,99 km². Em 2010 a comuna tinha 120 habitantes (densidade: 10 hab./km²).